# Polizei-Bataillon 101
Il Reserve-Polizei-Bataillon 101 (in italiano: Battaglione 101 di riservisti della polizia; in inglese: Reserve Police Battalion 101) fu una formazione paramilitare della polizia, nota come Ordnungspolizei, abbreviato come Orpo, che operava sotto la guida delle SS nella Germania nazista. Formata ad Amburgo, a settembre 1939 partecipò insieme all'esercito della Wehrmacht all'invasione della Polonia. Inizialmente il Battaglione 101 sorvegliava i prigionieri di guerra polacchi dietro le linee tedesche ed effettuava le espulsioni dei polacchi, note come "azioni di reinsediamento", nel nuovi territori del Reichsgau Wartheland intorno a Poznań e Łódź. In seguito al cambio di personale e alla riqualificazione, avvenuti tra maggio 1941 e giugno 1942, divenne uno dei principali responsabili dell'Olocausto nella Polonia occupata. Ha attirato l'attenzione del grande pubblico grazie al lavoro degli storici Christopher R. Browning e Daniel Goldhagen.

## Storia
Tra il 1939 e il 1945 l'Ordnungspolizei mantenne le formazioni di battaglione, addestrate ed equipaggiate dalle sedi centrali della polizia in Germania. I compiti variavano notevolmente da unità a unità e da un anno all'altro, ma uno era quello di controllare le popolazioni civili dei paesi conquistati o colonizzati. Dopo l'invasione tedesca dell'Unione Sovietica nell'Operazione Barbarossa del 1941, il battaglione si unì alle SS-Einsatzgruppen nei massacri degli ebrei dietro le linee tedesche. La prima uccisione di massa di 3.000 ebrei da parte della polizia tedesca avvenne a Białystok il 12 luglio 1941. Il 12 ottobre 1941 seguì il massacro del ghetto di Stanisławów, dove 10.000-12.000 ebrei furono uccisi dal battaglione di riservisti della polizia n° 133 con l'aiuto della SiPo e della polizia ausiliaria ucraina.
Le fucilazioni in Unione Sovietica culminarono nel massacro di 33.000 ebrei a Babi Yar, perpetrato dal Battaglione 45 . I battaglioni di polizia divennero indispensabili nell'attuazione della soluzione finale dopo la Conferenza di Wannsee del 1942: rastrellarono decine di migliaia di detenuti nei ghetti per la deportazione nei campi di sterminio durante la liquidazione dei ghetti ebraici della Polonia occupata, parteciparono anche all'uccisione di ebrei polacchi insieme ai carnefici dell'Olocausto conosciuti come Trawniki. Durante l'operazione Reinhard dal Battaglione 101 furono commesse uccisioni di massa di donne, bambini e anziani in varie località, nonché in campi e sottocampi di lavoro forzato, in particolare durante l'Aktion Erntefest del 1943, il più grande massacro tedesco degli ebrei in tutta la guerra, con 42.000 vittime fucilate.

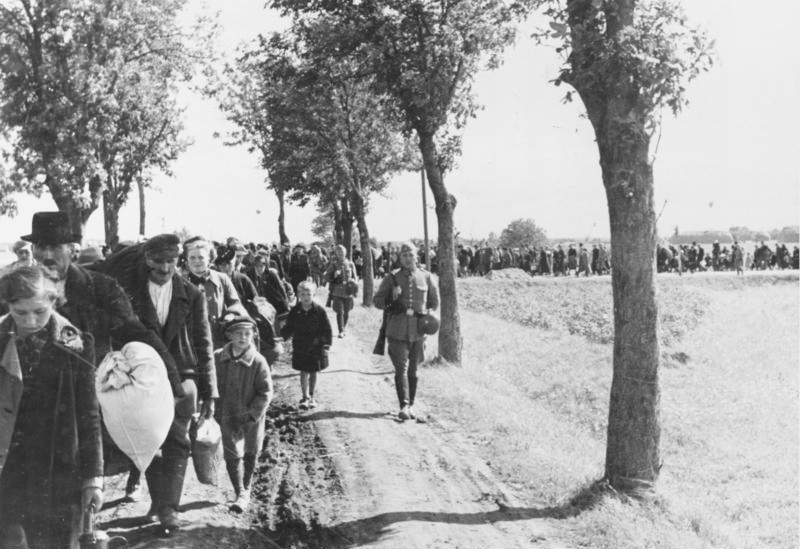
Espulsione da Warthegau. I polacchi vengono portati ai treni di bestiame come parte della pulizia etnica della Polonia occidentale, utilizzando il battaglione 101

## Operazioni del Battaglione 101
Durante l'invasione della Polonia nel 1939 dall'Orpo furono schierati 17 battaglioni di polizia. Il battaglione 101 era uno dei tre della città di Amburgo. Dopo alcuni mesi di servizio attivo fu spostato da Kielce, in Polonia, e di nuovo in Germania il 17 dicembre 1939 per subire un importante ampliamento dopo Natale. I militari avevano il compito di organizzare le unità di terra aggiuntive. Il battaglione ingrandito fu nuovamente inviato in Polonia nel maggio 1940 e per i cinque mesi successivi condusse diverse espulsioni di massa dei polacchi per far posto ai coloni tedeschi portati, come da principio politico Heim ins Reich, dalle aree invase dai loro alleati di Mosca e del Terzo Reich.
Le espulsioni dei polacchi, insieme ai rapimenti dei bambini polacchi ai fini della germanizzazione, furono gestite da due istituzioni tedesche: il VoMi ed il RKFDV, guidata da Heinrich Himmler. Negli insediamenti sgomberati dagli abitanti originari furono collocati sotto la bandiera del Lebensraum i nuovi Volksdeutsche provenienti dalla Bessarabia, dalla Romania e dai paesi baltici. In una sola azione il battaglione 101 "evacuò" 36.972 polacchi, oltre la metà del numero mirato di 58.628 nel nuovo distretto tedesco di Warthegau (alla fine della guerra il totale era di 630.000, con due terzi delle vittime uccise), ma, secondo le testimonianze rese nel dopoguerra da un suo ex membro, commise anche diversi omicidi tra i civili:
(Bruno Probst)
Nel semestre successivo, a partire dal 28 novembre 1940, il Battaglione 101 svolse il servizio di guardia nel nuovo ghetto di Łódź, dove erano stipati 160.000 ebrei. Era il secondo più grande ghetto ebraico della seconda guerra mondiale dopo il ghetto di Varsavia, dove i poliziotti del battaglione 61 organizzavano "feste della vittoria" nei giorni in cui il numero di prigionieri disperati fucilati era particolarmente alto. Il Battaglione 101, comandato dal maggiore Wilhelm Trapp, tornò ad Amburgo nel maggio 1941 e ancora una volta i militari più esperti furono inviati per organizzare nuove unità. Furono creati e preparati nuovi battaglioni, numerati 102, 103 e 104. L'addestramento dei nuovi riservisti includeva il servizio di scorta di 3.740 ebrei di Amburgo e Brema deportati all'Est per l'esecuzione. A dicembre 1941, a Chełmno, iniziò l'uccisione degli ebrei del ghetto di Łódź con i gaswagen.

### Ritorno in Polonia, giugno 1942– novembre 1943
Il battaglione 101, composto da 500 uomini, tornò nella Polonia occupata con tre pesanti distaccamenti di mitragliatrici nel giugno 1942. A quel tempo nei primi due campi di sterminio dell'operazione Reinhard nel Governatorato generale, Bełżec e Sobibor, venivano già uccisi col gas gli ebrei portati sui treni carichi da tutta Europa. Il più mortale, Treblinka, stava per iniziare le operazioni. Globocnik diede al Battaglione 101 il compito di deportare gli ebrei dal ghetto di Lublino. Tra la metà di marzo e la metà di aprile del 1942 circa il 90% dei 40.000 prigionieri del ghetto furono caricati dalla polizia e dalla Schutzpolizei sui treni dell'Olocausto destinati a Bełżec. Ulteriori 11.000-12.000 ebrei furono deportati dai ghetti di Izbica, Piaski, Lubartów, Zamość e Kraśnik con l'aiuto di uno dei battaglioni di Trawniki di Karl Streibel.

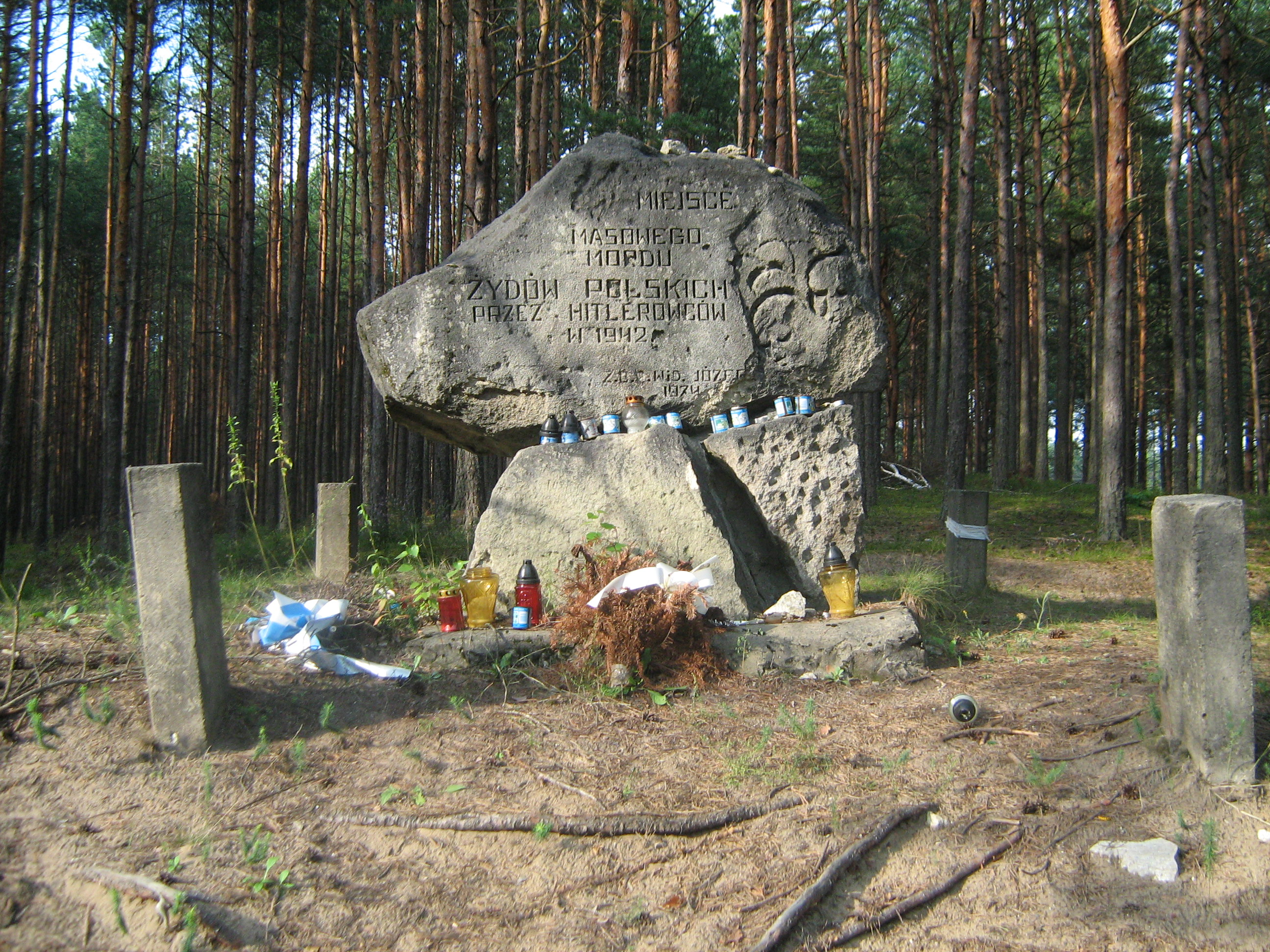
Memoriale nella foresta di Winiarczykowa Góra vicino a Józefów, a sud-est di Biłgoraj, che commemora le vittime ebree del massacro del 1942 commesso dal battaglione di polizia 101 della Riserva.

Il primo omicidio di massa, noto per essere stato commesso interamente dal Battaglione 101, è stato il più "disordinato" per mancanza di addestramento; le uniformi erano grondanti di materia cerebrale e sangue. L'uccisione di 1.500 ebrei nel ghetto di Józefów, a circa 100 chilometri a sud di Lublino, nel sud-est della Polonia, fu eseguita il 13 luglio 1942 principalmente dai tre plotoni della Seconda Compagnia. Prima della partenza da Biłgoraj ricevettero grandi quantità di munizioni extra, quindi sarebbe una bugia affermare di non avere idea dello scopo della missione. Ci fu anche una generosa fornitura di alcolici. Dodici poliziotti su 500 si ritirarono dopo aver avuto il permesso di andarsene. A coloro che si sentivano incapaci di continuare a sparare a bruciapelo sui prigionieri che imploravano pietà fu detto di aspettare al mercato, dove venivano caricati i camion. I tirocinanti lussemburghesi dell'RPB 101 scortarono alla stazione ferroviaria di Zwierzyniec i giovani ebrei di Józefów selezionati per il lavoro forzato a KL Lublin. L'azione si concluse in diciassette ore. I corpi dei morti che tappezzavano la foresta presso la collina di Winiarczykowa Góra (a circa 2 km dal villaggio) furono lasciati insepolti. Furono prelevati orologi, gioielli e denaro. Il battaglione partì per Biłgoraj alle 21:00. Solo una dozzina di ebrei sopravvisse al massacro. Due membri della famiglia Mart della minoranza tedesca residente a Józefów furono poi fucilati dai clandestini polacchi per aver collaborato con il nemico.
La successiva azione di liquidazione del ghetto ebbe luogo meno di un mese dopo a Łomazy, priva di una linea ferroviaria. I bambini, i vecchi e gli infermi furono fucilati dal Battaglione 101 durante i rastrellamenti mattutini del 17 agosto 1942. Più tardi nella piazza principale arrivarono i tiratori Hiwi che fecero marciare circa 1.700 prigionieri del ghetto verso la foresta di Hały, fuori città, dove gli uomini ebrei più forti scavarono una trincea con ingresso su un lato. Le uccisioni degli ebrei, denudati, durarono fino alle 19:00. I Trawniki ucraini si ubriacarono così tanto che i poliziotti del primo, secondo e terzo plotone al comando del tenente Hartwig Gnade dovettero continuare a sparare da soli in mezzo metro di falda acquifera e sangue.

### Altre deportazioni
Nelle settimane successive il Battaglione 101 fu attivo nelle città collegate direttamente con Treblinka e quindi non ci furono fucilazioni di massa. Il 19 agosto 1942, solo due giorni dopo Łomazy, da Parczew furono deportati 3.000 ebrei, e altri 2.000 giorni dopo; da Międzyrzec 11.000 ebrei furono inviati a Treblinka il 25-26 agosto tra spari e urla. Da Radzyń 6.000 prigionieri, poi 7.000 da Łuków, 2.000 da Końskowola (insieme al massacro in ospedale), Komarówka, Tomaszów; tutti coloro che non potevano muoversi o che tentavano di fuggire venivano fucilati sul posto. Alla fine di agosto i trasporti della morte furono temporaneamente sospesi.
Dopo una breve tregua, le fucilazioni di ebrei ripresero il 22 settembre a Serokomla, poi a Talczyn e quattro giorni dopo nel ghetto di Kock, da parte della Seconda Compagnia. Col tempo il trattamento dei condannati stava diventando sempre più terrificante. Il ghetto improvvisato di Izbica stava per scoppiare, riempito da Hartwig Gnade con gli ebrei di Biała Podlaska, Komarówka, Wohy e Czemierniki. Le deportazioni di ottobre e novembre a Bełżec e Sobibór portarono a una settimana di uccisioni di massa al cimitero, a partire dal 2 novembre 1942. Diverse migliaia di ebrei (stimati in 4.500) dal ghetto di transito furono massacrati dal battaglione Sonderdienst di Trawniki ucraini, sotto il controllo della polizia, in una catena di montaggio e poi scaricati in fosse comuni scavate frettolosamente. Tutti gli uomini si ubriacavano durante le esecuzioni.
A Międzyrzec Gnade introdusse la "perquisizione personale" delle giovani ebree prima delle esecuzioni, soprannominate dai tedeschi "azioni di rastrellamento". Il primo sergente di Gnade in seguito disse: "Devo dire che il primo tenente Gnade mi ha dato l'impressione che l'intera faccenda gli offrisse un grande piacere". Nella primavera del 1943 la maggior parte delle città del distretto di Lublino erano judenfrei, quindi il battaglione fu incaricato di "cacciare ebrei" nelle profonde foreste, o nei campi di patate, o nelle fattorie remote. A migliaia di ebrei fu sparato a bruciapelo.
La partecipazione del battaglione 101 alla soluzione finale culminò nell'uccisione, nell'ambito dell'Aktion Erntefest, di circa 43.000 ebrei imprigionati nei campi di concentramento di Trawniki, Poniatowa e Majdanek, sottocampi di Budzyn, Kraśnik, Puławy, Lipowa e altri luoghi di lavoro forzato dell'Ostindustrie. Fu Il più grande massacro perpetrato in un solo giorno, il 3 novembre 1943, per ordine di Christian Wirth; la "manodopera" fu fornita da Trawniki.

## Storia nel dopoguerra
Subito dopo la fine della guerra il maggiore Wilhelm Trapp fu catturato dalle autorità britanniche e chiuso nel campo di internamento di Neuengamme. Dopo essere stato interrogato dalla missione militare polacca che indagava sui crimini di guerra nell'ottobre 1946, fu estradato in Polonia insieme a Drewes, Bumann e Kadler. Successivamente Trapp fu accusato di crimini di guerra dal tribunale distrettuale di Siedlce, condannato a morte il 6 luglio 1948 e giustiziato il 18 dicembre 1948 insieme a Gustav Drewes. Con l'inizio della Guerra fredda, la Germania Ovest non perseguì più alcun criminale di guerra per i successivi vent'anni.
Nel 1964 furono arrestati diversi uomini. Per la prima volta i pubblici ministeri della Germania occidentale indagarono sul coinvolgimento della polizia di Amburgo nei massacri in tempo di guerra. Nel 1968, dopo un processo di due anni, tre furono condannati a 8 anni di reclusione, uno a 6 anni ed uno a 5 anni. Altri sei poliziotti, tutti di rango inferiore, furono giudicati colpevoli, ma non condannati. Gli altri continuarono a vivere la loro vita normale.

## Riepilogo delle missioni di genocidio
La seguente tabella è basata sul verdetto del 1968 del tribunale distrettuale di Amburgo e confrontata con i dati rilevanti del Museo della storia degli ebrei polacchi e di altri database consultabili.
| Città                         | Data                        | Tipo di operazione e partecipanti                                 | Vittime ebreee |
| ----------------------------- | --------------------------- | ----------------------------------------------------------------- | -------------- |
| Józefów                       | Luglio 1942                 | Esecuzioni di massa / battaglione intero                          | 1 500          |
| Łomazy                        | Agosto 1942                 | Esecuzioni di massa / 2ª Compagnia, Hiwis                         | 1 700          |
| Parczew                       | Agosto 1942                 | Sterminio, treni della morte / 1ª e 2ª Compagnia, Hiwis           | 5 000          |
| Ghetto di Międzyrzec Podlaski | Agosto 1942                 | Sterminio / 1st Co., 3rd Pl. 2nd Co., 1st Pl. 3rd Co., Hiwis      | 12 000         |
| Radzyń                        | Ottobre 1942                | Sterminio, treni della morte / 1ª Compagnia, Hiwis                | 2 000          |
| Parczew                       | Ottobre 1942                | Esecuzioni di massa / 1ª e 2ª Compagnia, Hiwis                    | 5 000          |
| Biała Podlaska e dintorni     | Ottobre e Novembre 1942     | Liquidazione del Ghetto di Międzyrzec Podlaski, treni della morte | 10 800         |
| Komarówka                     | Ottobre e Novembre 1942     | Ghetto di Międzyrzec Podlaski                                     | 600            |
| Wohyń                         | Ottobre e Novembre          | Ghetto di Międzyrzec Podlaski                                     | 800            |
| Czemierniki                   | Ottobre e Novembre          | Ghetto di Międzyrzec Podlaski                                     | 1 000          |
| Radzyń                        | Ottobre e Novembre          | Sterminio, treni della morte                                      | 2 000          |
| Ghetto di Międzyrzec Podlaski | Ottobre e Novembre          | Campi di sterminio                                                | 15 200         |
| Ghetto di Międzyrzec Podlaski | Maggio 1943                 | Campi di sterminio; Majdanek, Treblinka                           | 3 000          |
| Aktion Erntefest              | 3 Novembre 1943             | 2 giorni di esecuzioni di massa / battaglione intero              | 43 000         |
| Totale                        | Luglio 1942 – Novembre 1943 | Battaglione 101 nella Polonia occupata                            | 83 000         |

## Comandanti
Al suo ritorno nella Polonia occupata, il 12 giugno 1942 il battaglione di polizia 101 aveva la seguente struttura di comando:
- 1ª Compagnia: Capitano, Hauptsturmführer Julius Wohlauf (fino all'ottobre 1942, poi Capitano Steidtmann)
  - 1º plotone: Sottotenente Boysen
  - 2º plotone: Sottotenente di riserva Bumann
  - 3º plotone: Zugwachmeister Junge
- 2ª Compagnia: Oberleutnant Hartwig Gnade (fino al maggio 1943, poi tenente Dreyer)
  - 1º plotone: Sottotenente Schürer
  - 2º plotone: Sottotenente di riserva Kurt Dreyer
  - 3º plotone: Hauptwachmeister Starke
- 3ª Compagnia: Capitano Wolfgang Hoffmann (fino a novembre 1942)
  - 1º plotone: Sottotenente Pauly
  - 2º plotone: Sottotenente Hachmeister
  - 3º plotone: Hauptwachmeister Jückmann